# Antona (geslacht)
Antona is een geslacht van vlinders van de familie spinneruilen (Erebidae).

## Soorten
- A. abscissa Hübner, 1827
- A. batesi Felder, 1874
- A. clavata Walker, 1854
- A. coerulescens Hampson, 1900
- A. diffinis Walker, 1864
- A. erythromelas Walker, 1854
- A. fallax Butler, 1877
- A. fixa Walker, 1854
- A. generans Walker, 1854
- A. immutata Walker, 1854
- A. indecisa Butler, 1877
- A. intensa Rothschild, 1912
- A. mutans Walker, 1854
- A. mutata Walker, 1854
- A. myrrha Cramer, 1775
- A. nigrobasalis Rothschild, 1912

- A. peruviana Schaus, 1892
- A. repleta Walker, 1854
- A. semicirculata Hampson, 1900
- A. sexmaculata Butler, 1877
- A. suapurensis Rothschild, 1912
- A. subluna Walker, 1854
- A. tenuifascia Hampson, 1900
- A. toxaridia Druce, 1899
- A. variana Butler, 1877